# MTV Video Music Award a legjobb brit videóért
Az MTV Video Music Award a legjobb brit videóért díjat csak 2008-ban adták át.
| Év   | Győztes                                | További jelöltek              |
| ---- | -------------------------------------- | ----------------------------- |
| 2007 | The Ting Tings — Shut Up and Let Me Go | - Leona Lewis — Bleeding Love |